# Віллар-Сан-Костанцо
Віллар-Сан-Костанцо (італ. Villar San Costanzo, п'єм. Ël Vilar San Costans) — муніципалітет в Італії, у регіоні П'ємонт,  провінція Кунео.
Віллар-Сан-Костанцо розташований на відстані близько 510 км на північний захід від Рима, 70 км на південь від Турина, 18 км на північний захід від Кунео.
Населення — 1540 осіб (2014).
Щорічний фестиваль відбувається 12 вересня. Покровитель — San Costanzo.

## Демографія
Населення за роками:

Станом на 1 січня 2023 року в муніципалітеті офіційно проживало 126 іноземців з 20 країн, серед них 36 громадян країн Євросоюзу.

## Сусідні муніципалітети
- Буска
- Дронеро
- Роккабруна
- Вальмала